# Mario Mikolić

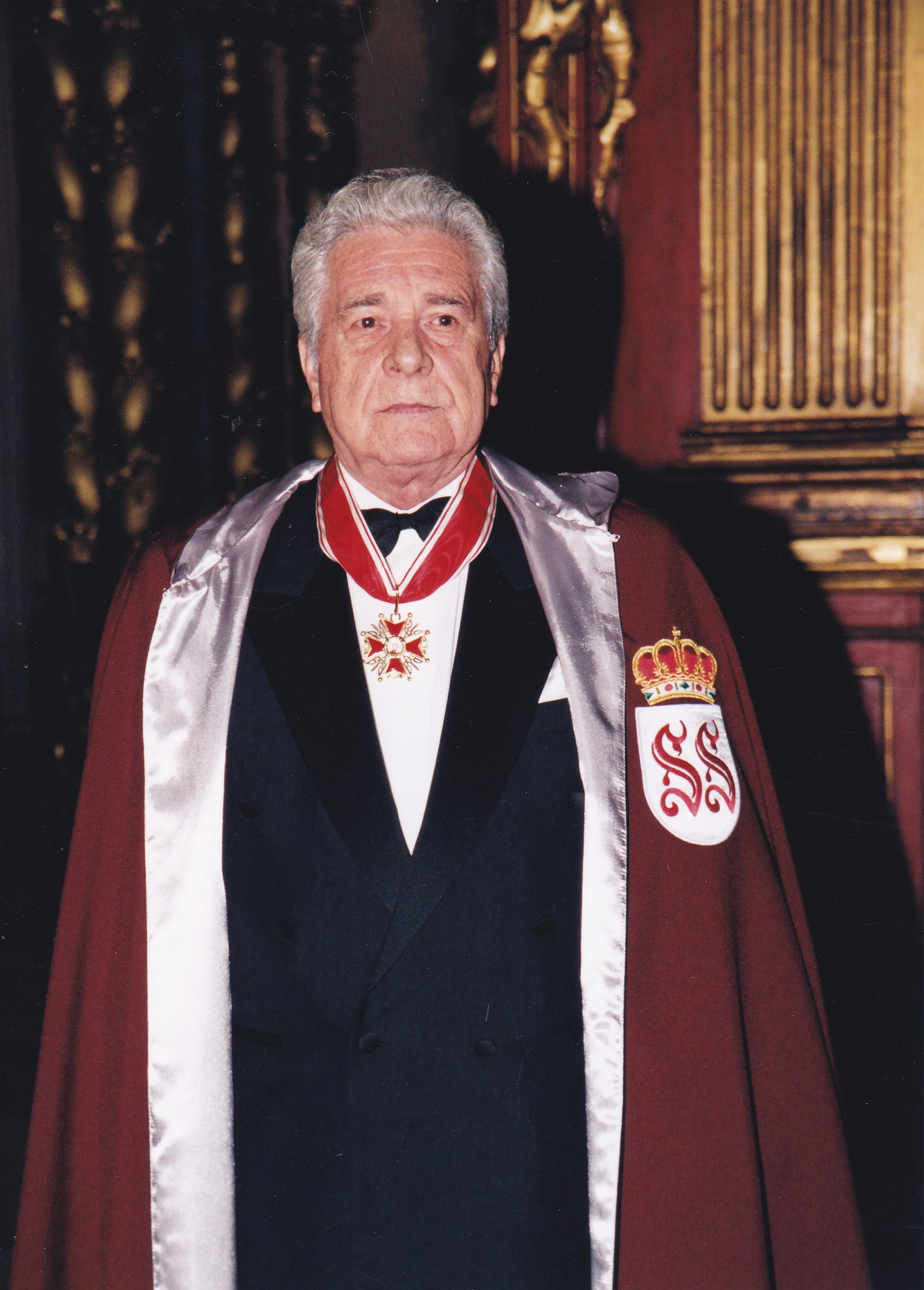
Mario Mikolić (2024)

Mario Mikolić (24. März 1937 in Karojba, Istrien – 28. August 2016 in Pula) war ein kroatischer Historiker, Ministre plénipotentiaire, Diplomat, Botschafter im Außenministerium der Republik Kroatien. Er lebte in Pula.

## Lebenslauf
Mario Mikolić wurde 1937 als zweites von drei Kindern geboren. Er lebte in Karojba mit seinen Geschwistern, Vater Antun und Mutter Josipa. Seine vierjährige Grundschulausbildung schloss er in seinem Geburtsort ab und das achtjährige Gymnasium mit Matura im Priesterseminar in Pazin. Er gab seinen geistlichen Beruf auf, um sein reguläres Universitätsstudium fortsetzen zu können (da die damaligen Behörden diesem Gymnasium 1953 das Recht auf Öffentlichkeit verweigerten und es zu einer privaten Schule erklärten), wurde er gezwungen, die 6., 7. und 8. Klasse sowie das Abitur privat abzulegen, was er im Herbst 1956 erfolgreich an der Otokar Keršovani Gymnasium in Pazin abschloss. Neben seiner regulären beruflichen Tätigkeit schloss er sein Studium im Februar 1974 am Fachbereich für allgemeine und nationale Geschichte an der Philosophischen Fakultät in Zagreb ab, wo er 1996 mit dem Thema Istra u politici susjednih zemalja i velikih sila nakon kapitulacije Italije („Istrien in der Politik der Nachbarländer und Großmächte nach der Kapitulation Italiens“) promovierte.
Zuerst arbeitete er als Honorarkraft an der Birotehnička Schule in Zagreb (1961), und dann war er ab 1963/1964 in einem festen Arbeitsverhältnis an der Grundschule in Karojba tätig. Nach Abschluss seines Militärdienstes 1965 wurde er Kurator im Museum der Volksrevolution Istriens (heute Historisches und Seemuseum Istriens) in Pula und wechselte dann als unabhängiger politischer Arbeiter zum Gemeindekomitee der Kommunistischen Partei Kroatiens. Gleichzeitig bekleidete er gesellschaftliche Ämter: Er war Mitglied der Gemeindeversammlung von Pula (gewählt in der örtlichen Gemeinde "Mirna"), Präsident der Kultur- und Bildungsgemeinschaft der Gemeinde Pula, Präsident des "KUD Matko Brajša Rašan", Präsident der Historischen Gesellschaft Istriens usw.
Aus der Position eines unabhängigen politischen Mitarbeiters wurde er zum Bundessekretariat für auswärtige Angelegenheiten in Belgrad berufen. Nach sechsmonatiger Vorbereitung wurde er zum ersten Sekretär der Botschaft der Sozialistischen Föderativen Republik Jugoslawien in Mogadischu, Somalia, ernannt (1977–1981). Von da an bis zum Zerfall Jugoslawiens lebte und arbeitete er in Belgrad, während seine Familie entweder in Pula oder mit ihm im Ausland war. In der Zwischenzeit war er Berater der Botschaft der SFRJ in London, zuständig für Fragen der Presse und Kultur sowie für bestimmte Fragen im Verhältnis zwischen Großbritannien und den östlichen sozialistischen Ländern (1984–1988). Nach seiner Rückkehr wurde er zum Ministre plénipotentiaire befördert (ein Rang unter dem Botschafter) und zum Leiter des diplomatischen Protokolls im Außenministerium ernannt. In dieser Funktion hatte er die Gelegenheit, eine Vielzahl ausländischer Präsidenten, Premierminister und Außenminister kennenzulernen und mit ihnen zu arbeiten. Er war Zeuge der Ereignisse, die dem unmittelbaren Zerfall der SFRJ vorausgingen (ihr letzter Auftritt auf dem Gipfeltreffen der Blockfreien, der 14. Kongress der SKJ, zahlreiche Treffen der Führungsspitzen der damaligen Republiken mit internationalen Vermittlern in Belgrad, Zagreb, Ljubljana, auf den Brijuni-Inseln, in Igalo und anderen Orten).
Nach dem Zerfall Jugoslawiens und im Zusammenhang mit vorherigen Gesprächen und Vereinbarungen wechselte er auf Einladung von Dr. Franjo Tuđman im Februar 1991 von Belgrad nach Zagreb in das Büro des Präsidenten der Republik Kroatien, wo er zum Leiter des Protokolls des Präsidenten der Republik Kroatien ernannt wurde und weiterhin den Rang eines Ministre plénipotentiaire behielt. Auf Anweisung von Präsident Tuđman gründete er das Staatliche Protokoll der Republik Kroatien und wurde gleichzeitig zu dessen erstem Direktor ernannt. Durch besondere Verfügung des Präsidenten Tuđman wurde ihm der Rang eines Botschafters im Außenministerium verliehen. In dieser Zeit begleitete er Präsident Tuđman auf zahlreichen Staatsbesuchen im In- und Ausland (nach Genf, New York, Washington, London, Bonn, Paris, Santiago de Chile, Buenos Aires, Peking und anderen Orten).
Er entwickelte sämtliche diplomatischen Dokumente für staatliche Bedürfnisse (darunter Akkreditivschreiben – Akkreditierung für kroatische Botschafter, Patentbriefe – Ernennungsschreiben für kroatische Konsuln und Generalkonsuln, Exequaturen – Genehmigungen für die Tätigkeit ausländischer Konsuln und Generalkonsuln in der Republik Kroatien, Widerrufsschreiben für kroatische Botschafter im Ausland usw.) des Weiteren gestaltete er den staatlichen Zeremoniell – einen Leitfaden für verschiedene Anlässe (Empfang und Verabschiedung ausländischer Botschafter, Empfang und Verabschiedung ausländischer Staatsmänner, Amtseinführung des neu gewählten Präsidenten der Republik Kroatien, Amtseinführung der neu ernannten Mitglieder der Regierung, Kranzniederlegung an bestimmten Orten usw.). In Einzelgesprächen wies er neue kroatische Botschafter in ihre Aufgaben und Arbeitsweisen bei der Vertretung Kroatiens im Ausland ein. Nach Gründung der Diplomatischen Akademie in Zagreb war er dort als regelmäßiger Dozent tätig.
Durch die Ausarbeitung des Handelns des Staates im Geiste der internationalen Praxis und der Errungenschaften des Völkerrechts hat er sich durch seine Arbeit bei der Schaffung der Grundlagen des neuen, international anerkannten Staates Kroatien hervorgetan. Auf Anregung von Präsident Tuđman verfasste er zwei Bücher (Lehrbücher) über das Staatsprotokoll ("Diplomatisches Protokoll: Praxis in der Republik Kroatien und einige praktische Anweisungen" -(-„Diplomatski protokol: praksa u Republici Hrvatskoj i neke praktične upute“), Zagreb 1995 und "Diplomatisches und Geschäftsprotokoll" (-„Diplomatski i poslovni protokol“), Zagreb 2002). Es handelte sich um die ersten Bücher dieser Art, die öffentlich auf dem Gebiet des ehemaligen Jugoslawien bzw. in den neu gegründeten unabhängigen Staaten veröffentlicht wurden. Während seiner Tätigkeit im Büro des Präsidenten der Republik Kroatien besaß er einen Reisepass mit der Nummer 000017, was auf seine Stellung im neu entstandenen unabhängigen Kroatien hinweist. Da das erste Beglaubigungsschreiben des kroatischen Botschafters beim Vatikan in lateinischer Sprache verfasst wurde, wurde der Text auf Wunsch von Mikolić vom Lateinischen ins Kroatische von dem Latinisten und Archivar Dr. Mate Križman übersetzt, der aus Istrien stammt.
Aus dem Büro des Präsidenten der Republik Kroatien wurde Mikolić kurzzeitig ins Außenministerium versetzt, ohne spezifische Aufgaben zu haben, und dann zum bevollmächtigten Botschafter der Republik Kroatien in Kopenhagen ernannt (während seiner gesamten Amtszeit von 1996 bis 2000; der Dienst erstreckte sich auch auf Island und zwei Jahre lang auf das Königreich Norwegen). Während seines Aufenthalts in Dänemark wurde sein Beitrag zur Stärkung der bilateralen Beziehungen außerordentlich geschätzt. Aufgrund des Fehlens eines zwischenstaatlichen Abkommens über die Auszeichnungsaustausch wurde ihm jedoch keine verdiente Auszeichnung verliehen, trotz der kroatischen Praxis, dass jeder ausländische Botschafter am Ende seiner Amtszeit eine Auszeichnung erhält. Durch sein Engagement erhielten kroatische Botschafter in Dänemark später diese Auszeichnungen.
Nach seiner Rückkehr aus Dänemark wurde er zum Leiter des diplomatischen Protokolls im Außenministerium ernannt und anschließend zum bevollmächtigten Botschafter in Kiew (2002–2006). Während seiner Zeit in der Ukraine wurde durch sein Engagement ein Dialog und ein Austausch von Staats- oder Amtsträgern auf Präsidentenebene, Parlamentspräsidenten und parlamentarischen Ausschüssen, Außenministern und Wirtschaftsministern erreicht. Unter anderem fanden auf seine Initiative hin in drei Städten der Ukraine (Kiew, Lwiw und Odessa) die Tage des kroatischen Films statt.
Im Rang eines Botschafters wurde er 2006 in den Ruhestand versetzt. Seine letzten Jahr verbrachte er in Pula, wo er am 28. August 2016 verstarb.

## Wissenschaftliche Arbeit
Neben seiner Tätigkeit in diplomatischen Angelegenheiten hat sich Mikolić parallel auch mit wissenschaftlicher Forschung zur neueren Geschichte Istriens beschäftigt. Neben dem Buch "Istra 1941. – 1947. – godine velikih preokreta" (Istrien 1941–1947: Jahre großer Umbrüche), Zagreb 2003, das auf seiner Doktorarbeit basiert, hat er eine Reihe von wissenschaftlichen Diskussionen und Fachartikeln in verschiedenen Zeitschriften, Sammelbänden und Zeitungen in Kroatien veröffentlicht. Unter ihnen sind folgende hervorzuheben:
- "Istra 1943.", Zeitschrift für Zeitgeschichte, III/1973, Zagreb;
- "Komunistička partija Jugoslavije i Komunistička partija Italije u odnosu na NOP u Istri" (Die Kommunistische Partei Jugoslawiens und die Kommunistische Partei Italiens im Verhältnis zum Nationalen Befreiungskomitee in Istrien), Zeitschrift für Zeitgeschichte, I/1975, Zagreb;
- "Partijsko savjetovanje za Istru u prosincu 1943." (Parteikonferenz für Istrien im Dezember 1943), Adriatischer Sammelband, IX, Pula-Rijeka 1975;
- "Neka pitanja iz odnosa ZAVNOH-a prema Istri" (Einige Fragen zum Verhältnis des ZAVNOH zu Istrien), Adriatischer Sammelband, 9, Pula – Rijeka 1976;
- "NOP u Istri (jesen 1943. – jesen 1944. godine)" (NOV in Istrien, Herbst 1943 – Herbst 1944), Pazinski Memorijal, 6, Pazin 1977;
- "Prosvjetna i kulturna politika Oblasnog NOO-a za Istru" (Bildungs- und Kulturpolitik des Regionalen Nationalen Befreiungskomitees für Istrien), Historia, 2/1979, Rijeka;
- "Politički motivi i međunarodni odjek odluka NOP-a o sjedinjenju Istre s Jugoslavijom 1943." (Politische Motive und internationale Reaktionen auf die Entscheidungen des Nationalen Befreiungskomitees zur Vereinigung Istriens mit Jugoslawien 1943), Pazinski Memorijal, 18, Pazin 1983;
- "KPJ i KPI prema ustanku u Istri 1941." (Die Kommunistische Partei Jugoslawiens und die Kommunistische Partei Italiens zum Aufstand in Istrien 1941), Pazinski Memorijal, 15, Pazin 1987.

Gelegentlich veröffentlicht er immer noch Artikel in der Zeitung "Glas Istre" in Pula, insbesondere zu Themen der Außenpolitik und neueren historischen Fragen.

## Auszeichnungen
Für seine diplomatische Arbeit erhielt er eine Reihe von Auszeichnungen: den Orden des kroatischen Dreiblatts, das Gedenkabzeichen des Heimatkrieges 1990–1992 und das Gedenkabzeichen der Heimatdankbarkeit. Während seines Aufenthalts in der Ukraine wurde er unter sehr wenigen Ausländern in den Internationalen Ritterorden des Heiligen Stanislaus, ukrainischer Zweig, im Rang eines Komturs (Commanders Cross) aufgenommen. Vor dem Abschluss seiner Amtszeit und anlässlich des Jubiläums der ukrainischen Unabhängigkeit wurde er als einziger ausländischer Botschafter mit dem Orden "Für Verdienste" III. Klasse ausgezeichnet. Das Internationale Menschenrechtskomitee der Ukraine verlieh ihm den Titel "Verdienter Verteidiger der Menschenrechte" mit einer speziellen Urkunde und Medaille, während das Parlament der Ukraine bei seinem Abschied die "Ehrendiplom" für besondere Verdienste vor dem ukrainischen Volk verlieh.
- Im Jahre 2022 bekam er die Öffentliche Anerkennung des Bürgermeisters der Stadt Pula als Ehrenbürger posthum.

## Bibliografie
- "Diplomatski protokol: praksa u Republici Hrvatskoj i neke praktične upute"   ("Diplomatisches Protokoll: Praxis in der Republik Kroatien und einige praktische Anweisungen") "Diplomatski i poslovni protokol" ("Diplomatisches und Geschäftsprotokoll")  "Istra 1941. – 1947. – godine velikih preokreta" ("Istrien 1941–1947: Jahre großer Umbrüche")